# Coenred van Northumbria
Coenred  was van 716 tot 718 koning van Northumbria.

## Context
Met Coenred begon een nieuwe tak in de genealogie van de heersers van Northumbria. Vermoedelijk had hij een hand in de dood van zijn voorganger Osred I. Behalve dat hij maar kort regeerde weten we niets over die periode. Coenred werd opgevolgd door Osric, de broer of halfbroer van Osred.